# Sibynomorphus lavillai
Espèce
Sibynomorphus lavillai  est une espèce de serpents de la famille des Dipsadidae.

## Répartition
Cette espèce se rencontre :
- au Brésil au Rio Grande do Sul ;
- en Bolivie ;
- au Paraguay ;
- en Argentine dans les provinces de Santiago del Estero, de Formosa, du Chaco, de Salta et de Jujuy.

## Étymologie
Cette espèce est nommée en l'honneur d'Esteban Orlando Lavilla.

## Publication originale
- Scrocchi, Porto & Rey, 1993 : Descripcion de una especie nueva y situacion del genero Sibynomorphus (Serpentes: Colubridae) en la Argentina. Revista Brasileira de Biologia, vol. 53, no 2, p. 197-208.